# وسيم اللومي
وسيم اللومي سباح تونسي من مواليد 15 جويلية 1993. تحصل على ميدالية فضية في سباق 200 متر سباحة حرة في دورة الألعاب العربية 2023 بتوقيت 1:53.70.

## مواضيع ذات صلة
- دورة الألعاب العربية 2023
- تونس في دورة الألعاب العربية 2023